# 정 (성씨)
정 (鄭, 丁, 程, 桯, 政, 定, 正, 情) 은 한국의 성씨이다.

## 나라 이름 정 鄭

대한민국의 주요 성씨(KNSO, 2000
김(金)
이(李)
박(朴)
최(崔)
정(鄭)
그 외

정(鄭)씨는 2015년 대한민국 통계청 인구조사에서 2,151,879명으로 조사되어 성씨 인구 5위이다. 본관은 동래(東萊), 경주(慶州), 연일(延日), 해주(海州), 진주(晉州), 하동(河東), 초계(草溪), 청주(淸州), 온양(溫陽), 봉화(奉化), 광주(光州), 나주(羅州), 서산(瑞山), 함평(咸平), 청산(靑山), 랑야(瑯琊) 등 247본이 전한다.
경주 정씨(慶州鄭氏)의 도시조(都始祖)는 사로(斯盧) 6촌 중 취산진지촌(觜山珍支村)의 촌장(村長)인 지백호(智伯虎)이다. 지백호로부터 여러 본관이 분관된 것으로 추정되지만 계보(系譜)를 고증할 수 없기 때문에 각 본관마다 시조를 달리 한다.
초계 정씨(草溪鄭氏) 시조 정배걸(鄭倍傑), 동래 정씨(東萊鄭氏) 4세손 정항(鄭沆), 영일 정씨(迎日鄭氏) 중시조 정습명(鄭襲明)이 고려사에 기록되어 있고, 고려의 충신 정몽주(鄭夢周)는 정습명의 11세손이다. 봉화 정씨(奉化鄭氏) 5세손 정도전(鄭道傳)은 조선을 설계하였다.
해주 정씨(海州鄭氏)는 해주(海州) 수양산(首陽山) 아래 세거했던 토착 사족으로서 고려 때 정(鄭)씨를 사성(賜姓) 받았다고 한다. 고려사에 	평장사(平章事) 정유산(鄭惟産)과 무신정변을 주도한 정중부(鄭仲夫)가 해주 정씨로 기록되어 있다.
대다수의 토착 정씨와 달리  서산 정씨(瑞山鄭氏)는 송(宋)나라 원외랑(員外郞)을 지낸 정신보(鄭臣保)가 고려로 귀화한 성본이고, 낭야 정씨(瑯琊鄭氏)는 명나라 진사 정선갑(鄭先甲)이 봉림대군(鳳林大君)을 배종하여 조선에 귀화한 성본이다. 
현대 인물로 현대그룹 정주영 회장은 하동 정씨이고, 신세계 그룹 정재은 회장은 온양 정씨이다.

## 고무래 정 丁
제양당(齊陽堂) 정(丁)씨는 강성(姜姓)에서 나왔다. 제(齊)나라 강태공의 아들인 급(伋)의 시호(諡號)가 정공(丁公)이라 후손들이 정(丁)을 성(姓)으로 삼았다고 한다. 
정(丁)씨는 2015년 대한민국 통계청 인구조사에서 243,803명으로 조사되어 성씨 인구 34위이다. 본관은 나주(羅州)·영광(靈光)·창원(昌原)·의성(義城)이 있으나, 나주 정씨의 인구가 대다수이며, 원래 본관은 압해(押海)였다.
압해 정씨(押海 丁氏)의 도시조인 정덕성(丁德盛)은 당(唐) 문종(文宗) 때 대승상(大丞相)을 지냈고, 무종(武宗) 때 대양군(大陽君)에 봉해졌으며, 853년 군국사(軍國事)로 직간을 하다가 전라남도 신안군의 압해도(押海島)에 유배되어 정착하였다고 한다. 압해 정씨는 나주(羅州)·영광(靈光)·의성(義城)·창원(昌原)으로 동원분파(同源分派) 되었다고 한다.
다만, 조선 후기 실학자인 정약용(丁若鏞)은 문헌을 연구한 결과 정덕성이 정사(正史)에 등장하지 않기 때문에 후대에 모화사상의 영향으로 날조된 가상 인물이라고 보아 실존 여부에 회의를 표했다. 대종회에서도 정덕성 동래설을 부정하고 있다. 554년(백제 성왕 32년)에 백제의 고덕 정유타(丁有陀)가 채약사 시덕 반량풍(潘量豊)과 함께 왜에 의약술을 전파하였다고 『일본서기』에 기록되어 있기 때문에 백제시대에 이미 존재했던 성이다.
약 1520년(조선 중종 12년) 발간된 나주 정씨(羅州 丁氏) 최초의 가첩(家牒)인 『월헌첩(月軒帖)』에는 고려 검교대장군(檢校大將軍) 정윤종(丁允宗)이 시조로 기록되어 있다.
영광 정씨(靈光丁氏) 시조 정진(丁晉)의 손자 정찬(丁贊)은 1354년(공민왕 3) 병마판관(兵馬判官)으로서 홍건적의 침입을 물리쳤고, 지밀직사사(知密直司事)로서 서북면도안무사(西北面都按撫使)가 되어 원나라의 침입에 대비했다.

## 법 정 程
정(程)씨는 2015년 대한민국 통계청 인구조사에서 11,683명으로 조사되었다. 본관은 하남(河南), 이다.
하남 정씨(河南程氏) 시조 정사조(程思祖)는 공민왕비인 원나라 노국공주를 따라 고려에 동래하여 충정왕 때 전중시어사(殿中侍御史)를 지내고 공민왕 원년에 추성보리공신(推誠輔理功臣) 벽상삼한(壁上三韓) 삼중대광(三重大匡)으로 한산군에 봉해졌다고 한다. 집성촌은 전라남도 담양군 일대이다.

## 정사 정 政
政 씨는 2015년 통계청 조사에서 처음 발견된 성씨로, 전국에서 총 139명이 거주하고 있다. 정(鄭, 丁, 程)씨와는 발음은 같지만 완전히 희귀 성씨이다.

## 탁자 정 桯
桯 씨는 2015년 통계청 조사에서 처음 발견된 성씨로, 전국에 총 41명이 거주하고 있다.

## 정할 정 定
定 씨는 2015년 통계청 조사에서 처음 발견된 성씨로, 전국에 총 29명이 거주하고 있다.

## 바를 정 正
正 씨는 2015년 통계청 조사에서 처음 발견된 성씨로, 전국에 총 22명이 거주하고 있다.

## 뜻 정 情
情 씨는 2015년 통계청 조사에서 처음 발견된 성씨로, 전국에 총 5명이 거주하고 있다.

## 곧을 정 貞
정(貞)씨는 백제의 성씨로 전해진다. 《수서》·《신당서》에는 백제의 대성팔족의 하나로 기록되어 있으나, 《통전》에는 정씨 대신 진(眞)씨로 기록되어 있으며, 《삼국사기》에서도 정씨 인물은 확인되지 않아 진씨의 오기로 추정된다.

## 우물 정 井
정(井)은 통일신라 경덕왕 때 활동했던 완산주(完山州) 만경현(萬頃縣) 출신 승려 진표(眞表)의 속성이다. 현재는 사라진 성씨이다. 